# Хатажукай
Хатажукай (адыг. Хьатыгъужъыкъуай) — аул в Шовгеновском муниципальном районе Республики Адыгея. Входит в состав Хатажукайского сельского поселения.

## География
Аул находится на правом берегу реки Фарс, напротив аула Пшичо, центра сельского поселения.

## История
Аул основан в 1860 году егерукаецами, гонимыми черкесским мухаджирством. Название происходит от имени личного (адыг. Хьатыгъужъыкъу — «Хатажук») и адыг. ай — показатель принадлежности, то есть переводится как «аул Хатажука».

## Население
| 2002 | 2010  | 2013 | 2014 | 2015 | 2016 | 2017 |
| ---- | ----- | ---- | ---- | ---- | ---- | ---- |
| 1057 | ↗1108 | ↘934 | ↗935 | ↘933 | ↘921 | ↘910 |
| 2018 | 2019  | 2020 | 2021 | 2023 | 2024 |      |
| ↘907 | ↗921  | ↗935 | ↗950 | ↗965 | ↗968 |      |

## Улицы
| - ул. Андрухаева, - ул. Больничная, - пер. Брантова, - ул. Восточная, - ул. Зелёная, | - ул. Коммунаров, - ул. Котовского, - ул. Кузнечная, - ул. Мичурина, - ул. Моса Шовгенова, | - ул. Мурата Шовгенова, - ул. Набережная, - ул. Новосёлов, - пер. Овальный, - пер. Почтовый, | - ул. Прогонная, - ул. Пролетарская, - пер. Речной, - ул. Северная, - пер. Челюскина. |

## Известные уроженцы
- Абрегов, Альмир Нухович (1945—2017) — советский и российский адыгейский общественный деятель.
- Жарокова, Нюся Исхаковна (1939—1987) — советская доярка, Герой Социалистического Труда.
- Тхагапсов, Меджид Махмудович (1929—2017) — советский военно-морской деятель, контр-адмирал.
- Хатков, Ахмед Джанхотович (1901—1937) — советский адыгейский писатель.